# Gierwiszki (gmina)
Gmina Gierwiszki (lit. Gerviškių seniūnija) – gmina w rejonie solecznickim okręgu wileńskiego na Litwie.

## Skład etniczny
- Polacy – 95,3%

## Miejscowości
Miejscowości w gminie Gierwiszki: Czużekompie, Dajniszki (rejon solecznicki), Dawciuny, Gierwiszki, Gudełki (gmina Gierwiszki), Kalitańce, Karolin (okręg wileński), Kiderańce, Kiemieliszki (rejon solecznicki), Koniuchy (rejon solecznicki), Kowalki (rejon solecznicki), Machniuny, Poberża, Poczobuty, Podeksznie, Pomurowanka, Posolcz Wielki, Poszyłenie (okręg wileński), Rudnia (gmina Gierwiszki), Sałki Małe, Sałki Wielkie, Skierdzimy (okręg wileński), Stacja Stasiły, Stasiły, Świeniec, Trybańce, Zielona Kłań.